# Italia ai IV Giochi paralimpici invernali
L'Italia ha partecipato ai IV Giochi paralimpici invernali di Innsbruck, in Austria (dal 17 al 24 gennaio 1988) con una delegazione di 22 atleti in 2 discipline del programma. L'Italia vinse 9 medaglie e chiuse al 9º posto del medagliere.

## Medaglie
| Medaglie | Atleta                                                       | Sport        | Evento                    | Data         |
| -------- | ------------------------------------------------------------ | ------------ | ------------------------- | ------------ |
| Oro      | Bruno Oberhammer                                             | Sci alpino   | Discesa libera B3         | gennaio 1988 |
| Oro      | Bruno Oberhammer                                             | Sci alpino   | Slalom gigante B3         | gennaio 1988 |
| Oro      | Paolo Lorenzini                                              | Sci di fondo | 30 km - lunga distanza B3 | gennaio 1988 |
| Bronzo   | Carmela Cantisani                                            | Sci alpino   | Discesa libera B1         | gennaio 1988 |
| Bronzo   | Antonio Marziali                                             | Sci alpino   | Discesa libera B2         | gennaio 1988 |
| Bronzo   | Josef Erlacher                                               | Sci alpino   | Discesa libera B3         | gennaio 1988 |
| Bronzo   | Manfred Perfler                                              | Sci alpino   | Slalom gigante B3         | gennaio 1988 |
| Bronzo   | Paolo Lorenzini                                              | Sci di fondo | 15 km - corta distanza B3 | gennaio 1988 |
| Bronzo   | Paolo Lorenzini Riccardo Tomasini Hubert Tscholl Erich Walch | Sci di fondo | 4×10 km staffetta B1-2    | gennaio 1988 |